# Santíssim Crist de la Fe
El Santíssim Crist de la Fe és el patró de Paterna, conegut popularment com «el Morenet o Negret» a causa del color que li havia donat l'artista quan la va confeccionar.
Se sap poc del seu origen, però podria correspondre al segle xv, car sembla que, Sant Joan de Ribera va tenir veritable interès a difondre aquesta advocació de la Fe en Crist, sobretot, en aquelles poblacions on, com a Paterna, existien importants nuclis de moriscs. El dia 5 de setembre de 1925 va ser coronada canònica i solemnement amb una diadema d'or per l'Excel·lentíssim i Reverendíssim Joan Benlloch i Vivó.
Aquesta antiga imatge del Crist de la Fe, va ser llançada a la foguera a mig de la plaça del Poble, el 22 de juliol de 1936.
La que existeix actualment al cambril de la Parròquia de Sant Pere Apòstol, és una imatge nova de 2,2 metres d'alçada, obra feta per l'escultor José María Ponsoda Bravo, a petició dels clavaris de 1939; la talla va acompanyada per la imatge orant de Sant Vicent Ferrer. Per confeccionar la nova talla va comptar amb fotografies i dades que se li van proporcionar. El dia 27 d'agost de 1939 va ser solemnement beneïda.